# Демюрейдж
Де́мюрейдж (на английски: demurrage) е термин от международния морски транспорт, означаващ парично възмездяване за престоя на кораба при товарно-разтоварни операции повече от времето, предвидено в договора за превоз по море.
Използва се активно в транспорта, обслужващ международната търговия.